# Idrieus
Idrieus – satrapa Karii w latach 351 p.n.e. - 344 p.n.e.; był drugim synem Hekatomnusa i mężem swojej siostry Ady. Idrieus został satrapą po śmierci siostry Artemizji w 351 p.n.e. i wdowy po jego bracie Mauzolosie. Po objęciu tronu został wezwany przez perskiego króla Artakserksesa III do wsparcia jego działań wojennych na Cyprze. Zmarł z powodu choroby. W swoim testamencie władzę przekazał żonie i siostrze Adzie. Fakt ten wywołał sprzeciw ich młodszego brata Piksodarusa i był zarzewiem konfliktu, który osłabił Karię.